# Cloud Native Computing Foundation
Cloud Native Computing Foundation (CNCF) — це проєкт Linux Foundation, який був розпочатий у 2015 році для сприяння розвитку технології контейнерів та узгодження технологічної індустрії щодо її еволюції.
Це було оголошено разом із випуском Kubernetes 1.0, менеджера кластерів контейнерів з відкритим кодом, який був переданий до Linux Foundation компанією Google як базова технологія. Серед засновників були Google, CoreOS, Mesosphere, Red Hat, Twitter, Huawei, Intel, RX-M, Cisco, IBM, Docker, Univa та VMware. Сьогодні CNCF підтримується понад 450 членами. З метою створення кваліфікованих представників технологій, що керуються CNCF, програма була оголошена на першому CloudNativeDay у Торонто в серпні 2016 року.
Ден Кон (який також допоміг запустити Core Infrastructure Initiative) очолював CNCF як виконавчий директор до травня 2020 року. Фонд оголосив, що Пріянка Шарма, директорка Cloud Native Alliances в GitLab, займе посаду генерального менеджера замість нього. Шарма описує CNCF як «дуже впливову організацію, створену невеликою групою людей, але [в межах] дуже великої екосистеми» і вважає, що CNCF входить у «другу хвилю» завдяки зростаючій обізнаності та прийняттю в галузі.
У серпні 2018 року Google оголосила, що передає оперативний контроль над Kubernetes спільноті. Відтоді CNCF запустив низку підпроєктів, що перебувають у його керуванні.
У січні 2020 року було опубліковано щорічний звіт CNCF за попередній рік, у якому відображено значне зростання фонду в частині членства, відвідування заходів, навчання та інвестицій у галузь. У 2019 році CNCF зріс на 50 % порівняно з попереднім роком, отримавши 173 нових члени та майже 90 % зростання числа кінцевих користувачів. Звіт показав 78 % зростання використання Kubernetes у виробництві.

## Проєкти CNCF
Технологічні проєкти CNCF класифікуються за рівнем зрілості як Sandbox, Інкубаційні та Випускні, у порядку зростання. Визначені критерії включають швидкість впровадження, тривалість існування та те, чи можна покластися на проєкт з відкритим вихідним кодом для створення продукту промислового рівня.
Процес CNCF починається з інкубації проєктів з подальшою метою переведення їх до рівня випускних, що передбачає досягнення певного рівня зрілості процесів і технологій. Випускний проєкт відображає загальну зрілість; ці проєкти досягли переломного моменту з точки зору різноманітності внесків, масштабів спільноти та зростання, а також впровадження.
CNCF Sandbox — це місце для проєктів на ранніх стадіях, і його вперше було анонсовано в березні 2019 року. Sandbox замінив рівень «початкових проєктів», який існував раніше.
У липні 2020 року Пріянка Шарма заявила, що CNCF планує збільшити кількість проєктів з відкритим вихідним кодом у хмарному нативному середовищі.

### Випускні проєкти

#### Cilium
Cilium забезпечує мережеву взаємодію, безпеку та спостереження для Kubernetes, використовуючи технологію eBPF. Проєкт приєднався до CNCF на рівні інкубації в жовтні 2021 року, а в жовтні 2023 року CNCF оголосила про його випуск.

#### containerd
containerd — це стандартне контейнерне середовище виконання. Наразі доступне як демон для Linux і Windows, що може керувати повним життєвим циклом контейнера на своїй системі. У 2015 році Docker передав OCI Специфікацію Фонду Linux з референтною реалізацією під назвою runc. З 28 лютого 2019 року це офіційний проєкт CNCF. Його загальну доступність і намір передати проєкт CNCF було оголошено Docker у 2017 році.

#### CoreDNS
CoreDNS — це DNS сервер, який об'єднує плагіни. Його випуск було оголошено в 2019 році.

#### Envoy
Envoy був спочатку створений у Lyft для переходу їхньої архітектури від монолітної системи. Envoy — це високопродуктивний відкритий кордонний та сервісний проксі, який робить мережу прозорою для додатків. Lyft передав Envoy до Cloud Native Computing Foundation у вересні 2017 року.

#### etcd
etcd — це розподілене сховище ключ-значення, яке надає метод зберігання даних у кластері машин. Він став проєктом на стадії інкубації CNCF у 2018 році на KubeCon+CloudNativeCon North America у Сіетлі того ж року.

#### Falco
Falco — це ініціатива з відкритим вихідним кодом та нативною підтримкою хмар для забезпечення безпеки під час виконання. Це «де-факто механізм виявлення загроз для Kubernetes». Він став проєктом на стадії інкубації у січні 2020 року і перейшов у статус випуску у лютому 2024 року.

#### Harbor
Harbor — це «проєкт відкритого вихідного коду для надійного реєстру нативних хмарних технологій, що зберігає, підписує та сканує вміст.» Він став проєктом на стадії інкубації у вересні 2019 року і перейшов у статус випуску в червні 2020 року.

#### Helm
Helm — це менеджер пакетів, який допомагає розробникам «легко керувати та розгортати додатки у кластері Kubernetes.» Він приєднався до стадії інкубації у червні 2018 року та перейшов у статус випуску у квітні 2020 року.

#### Istio
Istio — це технологія сервісної сітки. Вона була прийнята CNCF у вересні 2022 року та перейшла у статус випуску 12 липня 2023 року.

#### Jaeger
Створений командою Uber Engineering, Jaeger — це система розподіленого трейсингу з відкритим вихідним кодом, натхнена документом Google Dapper та спільнотою OpenZipkin. Її можна використовувати для трейсингу архітектур, заснованих на мікросервісах, включаючи розподілену пропагацію контексту, моніторинг розподілених транзакцій, аналіз причин, аналіз залежностей сервісів та оптимізацію продуктивності/затримки. Технічний наглядовий комітет Cloud Native Computing Foundation проголосував за прийняття Jaeger як 12-го проєкту на хостингу у вересні 2017 року і він став випускним проєктом у 2019 році. У 2020 році він став затвердженою та повністю інтегрованою частиною екосистеми CNCF.

#### Kubernetes
Kubernetes — це фреймворк з відкритим вихідним кодом для автоматизації розгортання та управління додатками у контейнеризованому та кластеризованому середовищі. «Він має на меті забезпечити кращі способи управління взаємопов'язаними, розподіленими компонентами через різноманітну інфраструктуру.» Спочатку він був розроблений компанією Google та переданий Фонду Linux для створення Cloud Native Computing Foundation з Kubernetes як основною технологією. «Велика та різноманітна» спільнота, що підтримує проєкт, зробила його стійкість більш надійною, ніж у інших, старіших технологій аналогічного типу. У січні 2020 року річний звіт CNCF показав значний зріст інтересу, навчання, відвідувань заходів та інвестицій, пов'язаних з Kubernetes.

#### Linkerd
Linkerd є п'ятим членом проєкту CNCF і проєктом, який ввів термін «Сервісна сітка». Linkerd додає функції спостереження, безпеки та надійності до додатків шляхом додавання їх до платформи, а не до рівня додатка, і має «мікропроксі», щоб максимізувати швидкість і безпеку свого рівня даних. Linkerd випустився з CNCF у липні 2021 року.

#### Open Policy Agent
Open Policy Agent (OPA) — це «інструмент для управління політиками загального призначення з відкритим вихідним кодом та мова для хмарної інфраструктури.» Він став проєктом на стадії інкубації CNCF у квітні 2019 року. OPA випустився з CNCF у лютому 2021 року.

#### Prometheus
Проєкт-член Cloud Native Computing Foundation, Prometheus є інструментом для моніторингу в хмарі, який спонсорувався SoundCloud на ранніх етапах розвитку. У серпні 2018 року інструмент отримав статус випускного проєкту від Cloud Native Computing Foundation.

#### Rook
Rook є першим проєктом CNCF для зберігання даних у хмарі. Він став проєктом на стадії інкубації в 2018 році і випустився в жовтні 2020 року.

#### SPIFFE
SPIFFE є відкритим стандартом і фреймворком для ідентифікації робочих навантажень, так само як OAuth є відкритим стандартом і фреймворком для людської ідентифікації. Він створений з нуля для адаптації до сучасних обчислювальних середовищ, які працюють зі масштабами та швидкістю систем (на відміну від людського масштабу та швидкості), при цьому зберігаючи сумісність з існуючими технологіями, такими як OAuth і X.509 Інфраструктура відкритих ключів. На відміну від інших стандартів ідентифікації, SPIFFE підтримує кілька типів облікових даних для однієї ідентифікації, що забезпечує відповідність різноманітним потребам виробничих середовищ без компромісів. SPIFFE приєднався до CNCF як проєкт пісочниці в 2018 році, був прийнятий на стадію інкубації в 2020 році та випустився в 2022 році.

#### SPIRE
SPIRE є відкритим постачальником ідентифікації для робочих навантажень, заснованим на фреймворку SPIFFE. Він має високу розширюваність і покриває потреби у підтвердженні та видачі, необхідні будь-якому рішенню для ідентифікації робочих навантажень. Інтерфейси плагінів, які він надає, дозволяють користувачам створювати інтеграції з внутрішніми системами, будувати внутрішні портали самообслуговування та інше. Це дуже потужний компонент для видачі короткочасних ідентифікаційних облікових даних для динамічних хмарних робочих навантажень. SPIRE став випускним проєктом CNCF у 2022 році.

#### The Update Framework
The Update Framework (TUF) допомагає розробникам забезпечити нові або існуючі системи оновлень програмного забезпечення, які часто виявляються вразливими до багатьох відомих атак. TUF вирішує цю поширену проблему, надаючи всебічний, гнучкий фреймворк безпеки, який розробники можуть інтегрувати з будь-якою системою оновлень програмного забезпечення. TUF був першим проєктом CNCF, зосередженим на безпеці, і дев'ятим проєктом загалом, який випустився з програми хостингу фонду.

#### TiKV
TiKV забезпечує розподілену базу даних ключ-значення.

#### Vitess
Vitess є системою кластеризації бази даних для горизонтального масштабування MySQL, вперше створеною для внутрішнього використання YouTube. Він став проєктом CNCF у 2018 році і випустився в листопаді 2019 року.

### Проєкти на етапі інкубації

#### Contour
Contour є сервером управління для Envoy, який може керувати трафіком Kubernetes. Contour також надає функції маршрутизації, які є більш розвиненими, ніж стандартна специфікація Ingress Kubernetes. VMWare передала проєкт CNCF у липні 2020 року.

#### Cortex
Cortex пропонує горизонтально масштабоване, багатокористувацьке, довгострокове сховище для Prometheus і працює разом з Amazon DynamoDB, Google Bigtable, Cassandra, S3, GCS і Microsoft Azure. Він був введений до екосистеми інкубатора разом із Thanos у серпні 2020 року.

#### CRI-O
CRI-O є «реалізацією інтерфейсу контейнерного виконання Kubernetes», заснованою на Open Container Initiative (OCI). CRI-O дозволяє Kubernetes бути незалежним від контейнерних середовищ. Він став проєктом на етапі інкубації в 2019 році.

#### gRPC
gRPC є «сучасним відкритим високопродуктивним RPC фреймворком, який може працювати в будь-якому середовищі.» Проєкт був створений у 2015 році, коли Google вирішила відкрити вихідний код наступної версії своєї інфраструктури RPC («Stubby»). Проєкт має кілька великих ранніх приймачів в індустрії, таких як Square, Inc., Netflix та Cisco.

#### KubeEdge
У вересні 2020 року Технічний комітет нагляду CNCF (TOC) оголосив, що KubeEdge був прийнятий як проєкт на етапі інкубації. Проєкт був створений у Futurewei (партнер Huawei). Мета KubeEdge — «зробити пристрої на краю розширенням хмари».

#### Kuma
У червні 2020 року платформа управління API Kong оголосила, що передасть свою відкриту технологію контролю сервісної сітки під назвою Kuma CNCF як проєкт пісочниці.

#### Litmus
У липні 2020 року компанія MayaData передала Litmus, відкритий інструмент для хаос-інжинірингу, який працює нативно на Kubernetes, CNCF як проєкт на рівні пісочниці.

#### NATS
NATS складається з набору відкритих технологій обміну повідомленнями, які «реалізують шаблони публікації/підписки, запит/відповідь і розподіленої черги для створення продуктивного та безпечного методу міжпроцесорної комунікації (IPC).» Він існував самостійно протягом кількох років, але здобув ширшу популярність після того, як став проєктом на етапі інкубації CNCF.

#### Notary
Notary є відкритим проєктом, який забезпечує широке довірчо до довільних колекцій даних. Notary був випущений компанією Docker у 2015 році і став проєктом CNCF у 2017 році.

#### OpenTelemetry
OpenTelemetry є відкритою платформою для спостереження, створеною в результаті об'єднання проєктів OpenTracing та OpenCensus, коли CNCF здійснила їх інтеграцію. OpenTracing пропонує «послідовні, виразні, нейтральні до постачальника API для популярних платформ», тоді як проект OpenCensus, створений Google, є «збіркою бібліотек, специфічних для мов програмування, для інструментування додатків, збору статистики (метрик) та експорту даних до підтримуваного бекенду.» В межах OpenTelemetry ці проєкти створюють «повну телеметричну систему, що підходить для моніторингу мікросервісів та інших типів сучасних, розподілених систем — і сумісна з більшістю основних OSS та комерційних бекендів.» Це «другий за активністю» проєкт CNCF. У жовтні 2020 року AWS оголосила про публічний перегляд свого дистрибутива для OpenTelemetry.

#### Thanos
Thanos забезпечує глобальні перегляди запитів та необмежене збереження метрик. Він був розроблений так, щоб його було легко додати до розгортань Prometheus.

## Ініціативи CNCF
CNCF організовує ряд заходів та ініціатив для служіння спільноті cloud-native, включаючи:

### Події
CNCF проводить конференції KubeCon та CloudNativeCon, які стали ключовими подіями для технічних користувачів та бізнес-професіоналів, що прагнуть підвищити знання про Kubernetes та cloud-native технології. Ці події сприяють співпраці з колегами по галузі та лідерами думок. Захід у Північній Америці був переведений на повністю віддалений формат для сезону 2020 року через пандемія COVID-19.
| Подія                                                    | Дата                       | Місце                                                                            | Посилання |
| -------------------------------------------------------- | -------------------------- | -------------------------------------------------------------------------------- | --------- |
| CloudNativeCon + KubeCon 2016                            | 8–9 листопада 2016         | Сіетл, штат Вашингтон, США                                                       | [ 79 ]    |
| CloudNativeCon + KubeCon Europe 2017                     | 29–30 березня 2017         | Berlin Congress Center, Берлін, Німеччина                                        | [ 80 ]    |
| KubeCon + CloudNativeCon North America 2017              | 6–8 грудня 2017            | Austin Convention Center, Остін, штат Техас, США                                 | [ 81 ]    |
| KubeCon + CloudNativeCon Europe 2018                     | 2–4 травня 2018            | Bella Center, Копенгаген, Данія                                                  | [ 82 ]    |
| KubeCon + CloudNativeCon China 2018                      | 14–15 листопада 2018       | Shanghai Convention & Exhibition Center of International Sourcing, Шанхай, Китай | [ 83 ]    |
| KubeCon + CloudNativeCon North America 2018              | 11–13 грудня 2018          | Washington State Convention Center, Сіетл, штат Вашингтон, США                   | [ 84 ]    |
| KubeCon + CloudNativeCon Europe 2019                     | 20–23 травня 2019          | Fira Gran Via, Барселона, Іспанія                                                | [ 85 ]    |
| KubeCon + CloudNativeCon + Open Source Summit China 2019 | 25–26 червня 2019          | Shanghai Expo Centre, Шанхай, Китай                                              | [ 86 ]    |
| KubeCon + CloudNativeCon North America 2019              | 18–21 листопада 2019       | San Diego Convention Center, Сан-Дієго, Каліфорнія, США                          | [ 87 ]    |
| KubeCon + CloudNativeCon Europe 2020                     | 30 березня — 2 квітня 2020 | Віртуально                                                                       | [ 88 ]    |
| KubeCon + CloudNativeCon North America 2020              | 17–20 листопада 2020       | Віртуально                                                                       | [ 89 ]    |
| KubeCon + CloudNativeCon Europe 2021                     | 4–7 травня 2021            | Віртуально                                                                       | [ 88 ]    |
| KubeCon + CloudNativeCon North America 2021              | 12–15 жовтня 2021          | Los Angeles Convention Center, Лос-Анджелес, Каліфорнія, США                     | [ 90 ]    |
| KubeCon + CloudNativeCon Europe 2022                     | 16–18 травня 2022          | Feria Valencia, Валенсія, Іспанія                                                | [ 91 ]    |
| KubeCon + CloudNativeCon North America 2023              | 6–9 листопада 2023         | McCormick Place, Чикаго, Іллінойс, США                                           | [ 92 ]    |
| KubeCon + CloudNativeCon Europe 2024                     | 19–22 березня 2024         | Porte de Versailles, Париж, Франція                                              | [ 91 ]    |

### Стипендії для різноманітності та позиція щодо справедливості та інклюзії
Програма стипендій для різноманітності CNCF покриває витрати на квитки та подорожі на конференцію KubeCon + CloudNativeCon. У 2018 році було зібрано $300,000 на стипендії для різноманітності, щоб дозволити учасникам з різних і меншиних середовищ здійснити подорож до Сіетлу на KubeCon та CloudNativeCon.
У серпні 2020 року Пріяанка Шарма заявила, що CNCF виступає «на стороні» руху Black Lives Matter. Шарма також зазначила, що вона «особисто залучена до проекту з викорінення расово проблематичної термінології з коду» та що фонд «активно працює над покращенням гендерної та расової рівноваги всередині екосистеми cloud native», залишаючися відданим створенню просторів та можливостей для LGBTQIA+, жінок, чорних і коричневих людей, а також людей з особливими потребами, зокрема стосовно KubeCon.

### Сертифікація та освіта Kubernetes
Один із шляхів стати сертифікованим IT-фахівцем з Kubernetes — це сертифікація Certified Kubernetes Administrator (CKA), яка є незалежною від постачальника та підходить для адміністраторів, які працюють на різних хмарних платформах. В усьому світі є десятки тисяч сертифікованих адміністраторів Kubernetes (CKA) і сертифікованих розробників додатків Kubernetes (CKAD).

### Відповідність програмного забезпечення Kubernetes та навчання
Програма сертифікації відповідності Kubernetes (KCSP) від CNCF дозволяє постачальникам підтвердити, що їхні продукти та послуги відповідають набору основних API Kubernetes та є сумісними з іншими реалізаціями Kubernetes. Наприкінці 2018 року 76 компаній підтвердили відповідність своїх пропозицій Програмі сертифікації відповідності Kubernetes.
У 2017 році CNCF також допомогла Фонду Linux запустити безкоштовний курс з Kubernetes на платформі EdX — курс, на який зареєстровано більше 88,000 осіб. Курс з гнучким графіком охоплює архітектуру системи, проблеми, які вирішує Kubernetes, і модель, яку він використовує для обробки контейнеризованих розгортань і масштабування. Курс також включає технічні інструкції щодо розгортання автономних і багатоярусних додатків.

### Ландшафт хмарних технологій
CNCF розробила карту ландшафту, яка показує весь спектр рішень у сфері хмарних технологій, багато з яких знаходяться під їхнім патронажем. Інтерактивний каталог дає уявлення про проблеми, з якими стикаються інженери та розробники при виборі продуктів. Цей інтерактивний каталог був створений у відповідь на розповсюдження технологій від сторонніх розробників і втомленість від прийняття рішень, яку часто відчувають інженери та розробники при виборі програмних інструментів. Окрім відображення відповідних і існуючих рішень у сфері хмарних технологій, карта ландшафту CNCF надає деталі про самі рішення, включаючи статус з відкритим кодом, учасників проекту та інше.
Карта ландшафту стала об'єктом різних жартів у Twitter через масштабність і візуальну складність екосистеми CNCF.

### Карта хмарних технологій
Карта хмарних технологій CNCF outlines outlines open source хмарних технологій, які хостить Фонд, і визначає рекомендований шлях для створення хмарних технологій, використовуючи проекти під його патронажем. Карта хмарних технологій також виступає в ролі інтерактивного та всебічного посібника з хмарних технологій.

### DevStats
Інструмент DevStats від CNCF надає аналіз активності на GitHub для Kubernetes та інших проектів CNCF. Дашборди відстежують безліч метрик, включаючи кількість внесків, рівень залученості учасників, скільки часу потрібно для отримання відповіді після відкриття проблеми, та які спеціальні групи інтересів (SIG) є найбільш чутливими.

### CNCF Technology Radar
У червні 2020 року CNCF опублікувала перший випуск CNCF Technology Radar, «суб'єктивного посібника по набору нових технологій» у форматі квартального видання.

## Виноски
1. ↑  Оригінально плановане місце — RAI Amsterdam Convention Center, Амстердам.
2. ↑  Оригінально плановане місце — Boston Convention & Exhibition Center, Бостон, штат Массачусетс